# Forte di Lodrino Inferiore
Il forte di Lodrino Inferiore sorge in posizione dominante su una collina presso la frazione di Giovo Ligure a Pontinvrea, in provincia di Savona.
Edificato tra il 1883 ed il 1885, come anche scritto in una pietra del forte, faceva parte di un sistema difensivo detto sbarramento del Giovo Ligure, composto da cinque opere fortificate (Lodrino, Scarato, Bruciato, Moglie, Tagliata) più una batteria di protezione a monte (Lodrino superiore) poste a guardia del Colle del Giovo per proteggere il Piemonte da eventuali invasioni dal mare.
Circondato da un fossato, a sua volta difeso dalla caponiera centrale, il forte è sviluppato su due piani. Nel versante sud, guardando verso le valli del Giovo, sono ancora visibili i terrapieni su cui erano posizionate le postazioni dei cannoni (tipo 149 G). Fino al 1979 il forte è stato utilizzato come campo militare dai cadetti dell'Accademia militare di Modena.